# Mariana Suman
Mariana Suman (née le 29 juillet 1951) est une athlète roumaine, spécialiste des courses de demi-fond. 
Elle se classe huitième du 800 m lors des Jeux olympiques d'été de 1976.
Elle remporte la médaille de bronze lors des championnats d'Europe de 1974, la médaille d'or lors de la Coupe d'Europe des nations 1975 et la médaille de bronze lors des championnats d'Europe en salle 1978.